# Эсэ-Хайя
Эсэ́-Хайя́ (якут. Эһэ Хайа) — посёлок городского типа в Верхоянском районе Якутии России. Административный центр и единственный населённый пункт городского поселения «посёлок Эсэ-Хайя».

## География
Посёлок находится на северо-востоке республики, в бассейне реки Яна, на расстоянии 15 км к югу от посёлка городского типа Батагай, административного центра района.

## История
Основан 22 октября 1938 года Наркоматом тяжёлой промышленности СССР, организовавшим Управление по строительству Якутского оловообогатительного комбината в посёлке. В 1940 году добывалось 51,6 тонн олова. Отнесён к категории рабочих посёлков в 1940 году. В 1949—1956 годах в посёлке было размещено управление Янского исправительно-трудового лагеря.

## Население
| 1939 | 1959  | 1970  | 1979  | 1989  | 2002 | 2007 | 2009 | 2010 |
| ---- | ----- | ----- | ----- | ----- | ---- | ---- | ---- | ---- |
| 1200 | ↗3184 | ↘2867 | ↘1347 | ↗1530 | ↘343 | ↘310 | ↘296 | ↘239 |
| 2011 | 2012  | 2013  | 2014  | 2015  | 2016 | 2017 | 2018 | 2019 |
| ↘235 | ↘232  | ↘212  | ↘200  | ↘199  | ↘192 | ↘189 | ↘188 | →188 |
| 2020 | 2021  | 2023  |       |       |      |      |      |      |
| ↘185 | ↘153  | ↗156  |       |       |      |      |      |      |

## Улицы
- ул. Верхоянская,
- ул. Ногина,
- ул. Пионерская,
- ул. Спортивная,
- ул. Шадрина.